# Жамбин Батмунх
Жамбин Батмунх (Убсунурський аймак, Монгольська Народно-Революційна Республіка — 14 травня 1997, Улан-Батор, Монголія) — монгольський політичний і державний діяч, член Монгольської Народно-Революційної Партії.

## Життєпис
Народився у сім'ї арата-скотаря. Закінчив Монгольський державний університет у 1951 році, а також Академію суспільних наук при ЦК КПРС у 1961 році.
У 1967—1973 роках був проректором, а потім ректором Монгольського державного університету.
З 1973 року працював у партійних та державних структурах. З 1974 року був головою Ради Міністрів Монгольської Народно-Революційної Республіки.
З 1971 року був членом Центрального Комітету партії, а з 1974 року є членом Політбюро Центрального Комітету Монгольської Народно-Революційної Партії. Також був депутатом Великого Народного Хуралу Монгольської Народно-Революційної Республіки.